# Isabel Díaz Ayuso
Isabel Natividad Díaz Ayuso (Madrid, 17 ottobre 1978) è una politica e giornalista spagnola, presidente della Comunità di Madrid dall'agosto 2019 in tre mandati consecutivi e presidente del Partito Popolare della Comunità di Madrid dal maggio 2022.
È stata deputata all'Assemblea di Madrid, Vice Ministro della Presidenza e Giustizia del governo regionale e ha raggiunto la sua prima presidenza della Comunità di Madrid nel 2019 grazie a una coalizione con Ciudadanos e a un patto con Vox. Ha poi vinto le elezioni anticipate che ha indetto nel 2021. In una terza elezione, nel maggio 2023, è stata proclamata vincitrice per la terza volta, ma a maggioranza assoluta, cosa che le ha permesso nel suo terzo mandato un governo composto solo dal PP.

## Biografia
Nata il 17 ottobre 1978 a Madrid da una famiglia residente nel distretto di Chamberí, i suoi genitori erano dediti al commercio di articoli medici. 
Laureata in giornalismo presso l'Università Complutense di Madrid (UCM) e master in comunicazione politica, ha aderito al Partito Popolare (PP) nel 2005, quando Pablo Casado era il presidente di Nuevas Generaciones a Madrid.
Nel 2006 è stata scelta da Alfredo Prada, assessore della Giustizia e dell'Interno del governo della Comunità di Madrid, per il suo ufficio stampa, guadagnandosi la fiducia della presidente Esperanza Aguirre per la quale ha tra l'altro creato e gestito l'account Twitter del suo cane Pecas, considerata la mascotte della città e uccisa da un'auto.
Nel luglio 2011, a 32 anni, è eletta per la prima volta deputata nell'Assemblea della Comunità di Madrid.
Specializzata in comunicazione politica, ha diretto l'area online del PP, prendendo in carico la campagna digitale di Cristina Cifuentes nel 2015. Riconfermata alle elezioni di quell'anno, dal 2018 fa parte del comitato esecutivo nazionale del Partido Popular.

### Presidente della Comunità di Madrid
Nel giugno 2019 è rieletta deputata nell'Assemblea di Madrid con il PP ed è proposta come candidato alla presidenza della Comunità di Madrid dal presidente dell'Assemblea di Madrid Juan Trinidad Martos, che in precedenza aveva impedito una sessione di investitura per Ángel Gabilondo programmando una sessione di investitura senza un candidato nel luglio 2019. Díaz Ayuso è stata eletta presidente del governo regionale il 14 agosto 2019, con 68 voti favorevoli (corrispondenti ai deputati dei gruppi parlamentari Partito Popolare, Ciudadanos e Vox a Madrid) e 64 contrari (corrispondenti ai deputati dei gruppi parlamentari socialisti e Podemos-Mas Madrid).

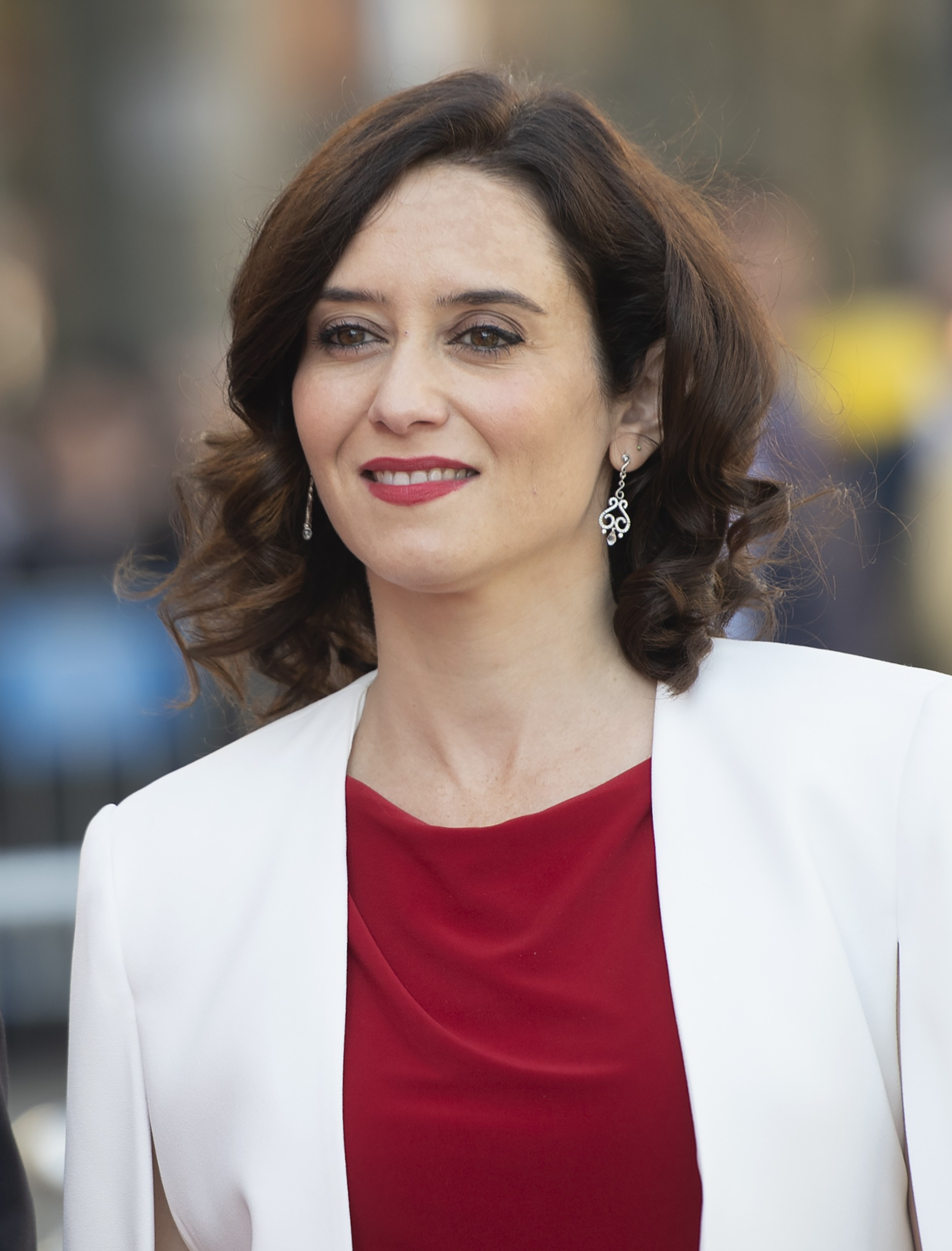
Isabel Díaz Ayuso nel 2022

Nel marzo 2021, visto l'accordo degli alleati di Ciudadanos con i socialisti, si dimette e convoca le elezioni anticipate per il 4 maggio. Elezioni che vince, venendo riconfermata presidente e portando il PP al 44.73% e a più che raddoppiare i seggi, da 30 a 65.
Per le sue politiche di contrasto al Covid-19, contrarie al confinamento e volte a preservare le libertà individuali e le attività economiche, Ayuso è stata insignita nel 2021 del Premio "Bruno Leoni". Il riconoscimento è assegnato dall'Istituto Bruno Leoni, think tank di ispirazione liberale e si tratta della prima occasione in cui è stata selezionata una personalità di governo in carica. In precedenza, erano stati premiati vincitori del Premio Nobel (Vernon L. Smith e Mario Vargas Llosa), intellettuali (Richard Pipes e Deirdre McCloskey), celebri attivisti per la democrazia (Leopoldo Lòpez e Canan Arin).
Dal 21 maggio 2022 è presidente del Partido Popular della Comunidad de Madrid.
Nell'aprile 2021 ha approvato una riforma fiscale per ridurre le imposte sulle successioni e sulle donazioni.
Tra i 200.000 e i 670.000 manifestanti si riuniscono il 13 novembre 2022 a Madrid per difendere il sistema sanitario pubblico della regione e contro una proposta di riforma del settore. La manifestazione è rivolta alle politiche sanitarie di Isabel Diaz Ayuso, che vuole sviluppare partenariato pubblico-privato e ristrutturare il sistema di assistenza comunitaria. Secondo i sindacati, questi servizi sono sotto pressione da diversi anni, a causa della mancanza di risorse e di personale e della scarsa gestione regionale.
In seguito alle elezioni del maggio 2023 è eletta per la terza volta consecutiva come presidente della regione di Madrid (ottenendo 29 punti di distacco sul candidato rivale del PSOE).

### Posizioni politiche
Per quanto riguarda il cambiamento climatico, afferma che "è sempre esistito" e ha respinto le "affermazioni apocalittiche" come parte di un complotto comunista.
Sostiene il neoliberismo sulle questioni economiche.